# Guillermo Sotelo
Guillermo Sotelo (Reconquista, 1º gennaio 1991) è un calciatore argentino, difensore dello Jaro.

## Carriera
Ha giocato nella prima e nella seconda divisione argentina.